# Neblitz

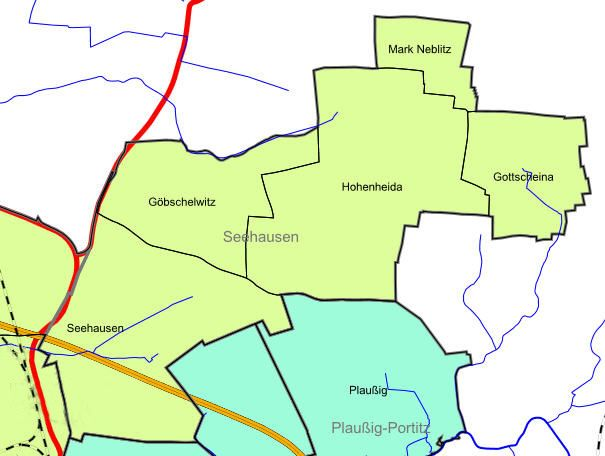
Mark Neblitz auf den Fluren von Seehausen

Neblitz (auch Mark Neblitz) ist eine Gemarkung im Nordosten Leipzigs.
Sie hat eine Fläche von 108 Hektar und liegt im Ortsteil Seehausen, zu dem auch Hohenheida und Gottscheina gehören. Sie grenzt im Süden an die Gemarkungen von Hohenheida und Gottscheina, im Norden an Krostitz, im Osten an Mutschlena und im Westen an Hohenossig, die beide Ortsteile von Krostitz sind. Die Gemarkung Neblitz ist unbebaut und wird nur landwirtschaftlich genutzt.
Die Mark Neblitz wurde am 1. Januar 1992 mit Gottscheina und Hohenheida nach Seehausen eingemeindet und kam am 1. Juli 1997 mit der Gemeinde Seehausen an die Stadt Leipzig. Seitdem liegt der nördlichste Punkt Leipzigs auf der Mark Neblitz.

## Nelmitz
Noch bis ins 15. Jahrhundert befand sich auf der Gemarkung Neblitz das Dorf Nelmitz, dessen Grundherrschaft bis 1414 beim Kloster Petersberg lag, dann zur Universität Leipzig kam. Noch vor der Reformation wird Nelmitz als Wüstung genannt, dessen Felder zu Gottscheina kamen.